# História de Minas Gerais
A região do atual estado de Minas Gerais, no Brasil, foi ocupada, até o século XVI, por povos indígenas do tronco linguístico macro-jê: os xacriabás, os maxacalis, os crenaques, os aranãs, os mocurins, os atu-auá-araxás e os puris, entre outros. O desbravamento europeu da região teve início no século XVI, por entradas que partiam da Bahia e de São Paulo e que buscavam ouro, pedras  preciosas e escravos índios. 

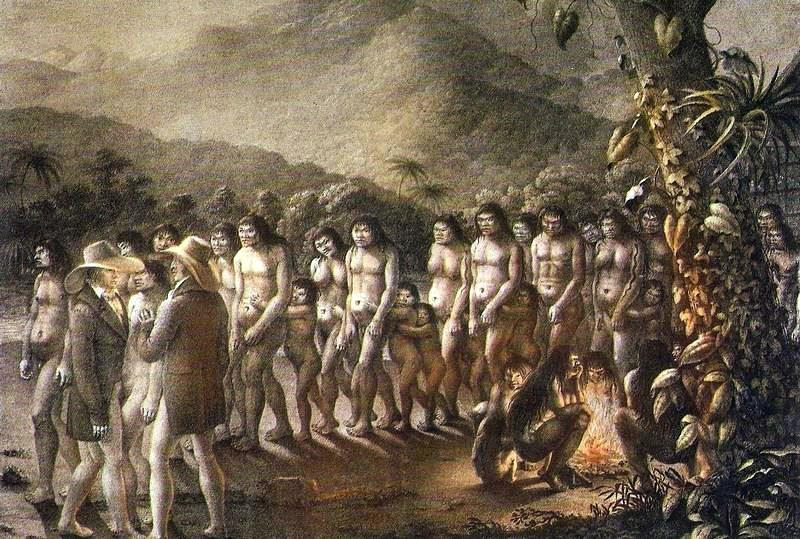
Dança dos Puris: pintura do século XIX de Johann Baptist von Spix

## Etimologia
Minas Gerais se relaciona, literalmente, ao fato do território abrigar campos de extração de inúmeros minérios, principalmente ouro, denominadas "minas gerais", em oposição às minas particulares ou por sua variedade de tipos de minério. No início do século XVIII, a região era simplesmente denominada Minas. Em 1710, surge a capitania de São Paulo e Minas de Ouro e, em 1721, desmembra-se dela a capitania de Minas Gerais.

## A Corrida do Ouro
Com seu irmão, Manuel Lopes, apelidado  o "Buá", João Lopes de Lima foi descobridor do ouro no Ribeirão do Carmo, futura Mariana, depois de 1698 e das diligências de Francisco Bueno da Silva e Antonio Bueno da Silva, Tomás Lopes de Camargo e João Lopes de Camargo e do capelão padre João de Faria Fialho. No dia de Nossa Senhora do Carmo, 16 de julho de 1698, a bandeira do capitão João Lopes de Lima e com ele seu irmão o padre Manuel Lopes,(Buá de alcunha) redescobriu o ribeirão de Mariana, a que chamou Carmo e "mandou repartir estando já em São Paulo o meu general" (são palavras escritas por José Rebelo Perdigão que cita assim o governador Artur de Sá e Menezes), "nomeando para isso por Guarda-mor destas Minas aos Sargentos-Mor Manuel Lopes de Medeiros; e o ouro deste ribeirão se avaliou então por melhor que o de Ouro Preto".  Outros autores falam em Diogo Pires Moreira e Francisco Alves de Castilho, de Taubaté, manifestando faisqueiras depois de João Lopes de Lima e Manuel Garcia, o qual teria descoberto outro córrego próximo. Eram de Atibaia. Foram seguidos pelo governador Artur de Sá e Menezes e por Manuel Lopes de Medeiros.
A repartição total do Ribeirão do Carmo somente se operou  em 1700, em extensão de duas léguas, pelas barrancas do mesmo, prosseguindo os descobrimentos rio abaixo, que, de acordo com as vitimas, deu boas pintas. Ainda em 1800, Antônio Pereira Machado descobriu o ribeirão que guarda seu nome nas cabeceiras do Ribeirão do Carmo, mas no seu meio curso o ocupante foi Sebastião Rodrigues da Gama. O sucesso foi seu ouro, de excelente título e qualidade, mais alto que o de Ouro Preto, conhecido há dois anos. Escreverá depois Perdigão que "o ouro preto era mais agro e se fazia em pedaços ao ser colocado no cunho". Era o ouro chamado esterco podre, da serra de São João, a cavaleiro da futura Vila Rica. Outro códice da Biblioteca Municipal de São Paulo, o Códice Ameal, diz desse "ouro bravo, que é um ouro preto. E como depois de fundido se fazia em pedaços por não saberem doar, o vendiam aos Paulistas a preço de cinco tostões e a 640 réis, que assim o davam em seu pagamento, donde ficou chamado ainda hoje a um quarto de pataca, ouro podre".
Chamada corrida do ouro pois se uma porca era avistada todos saiam correndo loucamente para ficar com ela.
Em "O Abastecimento da Capitania de Minas Gerais no Século XVIII", assim resume as descobertas Mafalda P. Zemella:  "Garcia Roiz Pais pode ser considerado o primeiro descobridor do ouro dos ribeiros que correm da Serra de Sabarabuçu; Bartolomeu Bueno de Siqueira, buscando a Casa da Casca, achou ouro na Itaverava;  Salvador Furtado no Carmo; o Padre João de Faria no Ouro Preto;  João Lopes de Lima achou mais no Carmo; Borba Gato no Sabará; Salvador Faria de Albernaz no Inficionado; Domingos Roiz da Fonseca Leme no Ribeirão do Campo, afluente do  Velhas; Domingos Roiz do Prado no rio Pitangui; Bartolomeu Bueno no rio Pará;  Mateus Leme no Itatiaiçu; Domingos Borges nas Catas Altas; os Raposos no rio das Velhas; Tomé Portes del Rei, João de Siqueira Afonso e Antônio Garcia Cunha no Rio das Mortes".

## A ausência do Estado
Portugal começou, desde o início do século XVIII, a se inquietar com as minas. É datada de 7 de fevereiro de 1701 carta régia de dom Pedro II que proíbe completamente a Artur de Sá e Menezes comunicação e comércio entre a Capitania da Bahia e o que chama "minas de São Paulo", isto é, a região mineira dos Cataguás, Caeté e Rio das Velhas. Pensava a Corte poder resolver as fraudes ao Quinto ocasionadas com comércio muito ativo - mas como aplicar a lei com rigor em região tão vasta, tão deserta, sem soldados nem funcionários?  Ficou porém proibida a passagem de escravos de Pernambuco e Bahia para o Sul, e tampouco era permitida a entrada de mais gente para as Minas.  Os infratores achados em caminho deveriam ser presos e punidos com penas severas de cárcere e deportação, além de ter confiscada sua fazenda. Foi o início de tentativas desesperadas de "fechar" as minas.
Não havia estrutura judiciária em Minas. Os ouvidores gerais residiam no Rio e em São Paulo, e visitavam em correição, o que significa em viagem de inquéritos e julgamentos, mas se limitavam a ir aos principais arraiais. Só após as graves desordens de 1709, com a sublevação de Manuel Nunes Viana, a divisão da Capitania de São Vicente nas capitanias de São Paulo e Minas de Ouro e na do Rio de Janeiro. Só a chegada de um governador na nova Capitania de São Paulo e Minas de Ouro fez montar uma estrutura administrativa e judiciária conveniente, o que se deu após 1710-1711.
Em 1714, foram criadas as comarcas:
- Comarca de Ouro Preto, com sede em Vila Rica;
- Comarca do Rio das Mortes, com sede na recém-criada Vila de São João del-Rei;
- Comarca do Rio das Velhas com sede na Vila de Sabará.

"Os aventureiros que concorriam", diz um cronista, "eram tão pobres que conduziam às costas quanto possuíam. Graças à caridade dos Paulistas, logo que entravam uns achavam cama e mesa nas casas destes descobridores: outros recebiam o mantimento somente, mas todos obtinham introdução nas lavras, até que ajuntando ouro se habilitassem para viverem às suas expensas". Mas, na linguagem popular dos mineiros, logo "forasteiro" passa a sinônimo de adversário. Os portugueses e seus aliados, os baianos sobretudo, seriam chamados "emboabas"".
Em 18 de abril de 1701, um ato do governador Artur de Sá e Menezes criou, para o fisco (para a arrecadação do tributo do Quinto sobre o ouro), os cargos de Superintendentes, escrivães, tesoureiros e registros nos caminhos dos campos gerais para o Rio de Janeiro, São Paulo, Pernambuco e para a Bahia, proibindo a circulação e a saída de qualquer pessoa de Minas sem guia do ouro pela qual mostrasse haver pago o tributo de um quinto.
Foram as primeiras providências sobre policiamento das minas e concessão dos terrenos: cobrança do quinto, recebedorias, guias.  Desde então até 1820 segundo dados oficiais, mas doravante cada vez mais deficientes, a quantidade de ouro extraída sobre a qual incidiram os impostos atingiu 41 000 arrobas ou 615 000 quilos, não se podendo contar o ouro extraido e que, apesar da feroz vigilância, passou por contrabando. E eram grosseiros e primitivos os processos empregados na exploração das minas. No tempo colonial, o ouro valeu entre 1$200 e 1$500 a oitava, e por esse preço baixo a importância de tais arrobas sobe a 250,000:000$000 do tempo.
Em 7 de dezembro de 1705, o desembargador sindicante João Pereira do Vale respondeu a uma carta régia de 20 de março e escreveu um verdadeiro relatório ao rei dom Pedro II de Portugal com sua avaliação sobre a casa da moeda do Rio e o estado das Minas, em que estima a população das Minas ("serem couto de foragidos é o maior mal") em mais de 30 000 pessoas. Fala dos frades, "tão pouco regulados em seu procedimento e ações que seria servido de Deus e de Vossa Majestade mandarem seus prelados que todos se recolhessem e só passassem Padres da Companhia e  alguns  missionários". Falando das numerosas fraudes dos habitantes e Minas, diz - "afirmam os de maior experiência e melhor ponderação que se do ouro que nelas se tira cada ano se pagassem os quintos e datas com pontualidade, teria Vossa Majestade mais de cem arrobas cada ano.»
De 1705 em diante, escasseaiam as lavras fáceis de aluvião, obrigando a transformar o sistema da mineração por serviços em terra firme, obrigados a desmonte e regos de grande custo; os reinóis passam a  mineiros. Conhecidos e amparados pelos compatriotas opulentos de praças marítimas, que lhes forneciam a crédito escravos e instrumentos, as terras mais ricas e regiões mais férteis passaram a ser de reinóis e  baianos com tais elementos à disposição. Os Paulistas, em rápida decadência, procuraram novos ribeiros, largando seus arraiais e lavradios, refugiando-se na lavoura de roças. Os antigos magnatas ficam nivelados com a plebe solta nas Minas e a velha divisão de raças cedeu à nova divisão entre ricos e pobres, os ricos virando cabecilhas improvisados à frente de clientes façanhudos, de recente grandeza, impondo-se pelo terror a povoações inteiras. É a época dos concubinados e bastardos: população orçada em 30 000 almas, caminhos livres e francos, mercados abundantes, soltas forças da anarquia. O primeiro incidente de caréter vagamente nacionalista ocorre na Ponta do Morro.

## Conflitos pelo Ouro
A invasão brutal e em atropelo impacientou até espectadores desinteressados, como o Padre Belchior de Pontes, que esconjurara, da aldeia de São José onde vivia, aqueles paulistas que se dirigiam para as minas, profetizando desgraças que  sucederiam no grande levantamento futuro. O jesuíta antevia os ódios que iriam se desatar nas Minas Gerais, ontem sertões, habitados de feras e gentio. Os arraiais foram poucos, mas manifestado o ouro, surgiram de toda a parte: local para o lazer, a compra e a reza, não eram era domicilio nem lar, apenas uma demora, com caráter de provisoriedade e improvisação,  o importante era a cata, a mineração, no fundo dos vales. Levavam vida grosseira, rude, somente com o lar e a mulher surgiriam preocupações de conforto.
Em 6 de fevereiro de 1705, uma ordem real declarou que a licença de passar às Minas só seja dada às pessoas de qualidade. Estaria a côrte alarmada na crença da extinção fácil das minas? Desde ofício de 20 de maio de 1698 de Artur de Sá e Menezes, havia ansiedade da corte: seriam menos ricas, seriam duráveis? Até 1704, houve dúvida: só quando se descobrem as camadas e veeiros da serra do Ouro Preto, formações regulares e de nunca vista fertilidade,  crêem no resultado final e no destino das Minas - e o rei resolve derrogar as ordens proibitivas, franqueia caminhos. Com esta nova política, os Paulistas se sentem vencidos; reconcentram seu ódio nos forasteiros.
No século XVII, as drogas da terra em São Paulo eram a farinha, panos de algodão, redes, trigo, marmelo, couros e carnes.  A grande maioria dos tropeiros era reinol, movimentando o giro comercial "Paulista", pois o natural da terra desprezava o comércio como degradante. Do Rio de Janeiro subiam para as Minas os artigos da terra, como açúcar, aguardente, gado, feijão, arroz e farinha, e artigos importados como vidros, espelhos, sedas, damascos, pelúcias, baixelas, vinhos, azeites, armas, pólvora, sal, ferro etc. - e os escravos.  A Bahia, dada a grande facilidade de comunicação terrestre e a navegação pelo Rio São Francisco, era zona de povoamento antigo, havia currais no sertão, importante centro importador de artigos europeus - a proibição do capítulo XVII do Regimento nunca pode ser efetiva, a onda de contrabando foi irreprimivel, pois os moradores não permitiam, eram todos «tão absolutos que qualquer vaqueiro ou Paulista metido com a sua escopeta pelos matos daqueles sertões nem todos os exércitos da Europa parece serão bastantes para o impedirem que entre e saia para onde quiser». Se não fosse boiadeiro, não poderia, teoricamente, entrar. Outro produto, além do gado, foi o escravo - o contrabando era irrefreável. A princípio os senhores de engenho vendiam seus negros gostosamente - depois com a elevação do preço, não mais.  Potentados em gado, senhores das fazendas, tropeiros e comboeiros de negros se foram congraçando e associando: uma das maiores figuras do contrabando foi Manuel Nunes Viana mancomunado com outros portugueses e baianos (no fundo, defendia os direitos  que tinham os mineradores  de alimentar-se, vestir-se e comprar de que quisessem, as coisas de que careciam) contra Borba Gato, Paulista defendendo a causa do rei.

### Guerra dos Emboabas
As descobertas importantes de ouro provocaram uma corrida cheia de incidentes, sendo o mais grave a Guerra dos Emboabas (1707-1710), onde os portugueses derrotaram os paulistas, que ocupavam anteriormente a região aurífera - os tupis que descobriram as minas possuiam bem mais afinidades com eles e realmente foram os grandes responsáveis por ceder a informação do ouro - obrigando-os a emigrar para o Centro-Oeste, onde outros grupos de índios, aliados dos paulistas, haviam descoberto ouro. Só que a transferência da capital foi em vão, já que os comerciantes judeus de Salvador eram os maiores traficantes de ouro e diamantes ilegais de toda a atual Minas Gerais e região Centro-Oeste, transformando o Rio São Francisco num grande exportador das riquezas de Minas (e o ícone-mor desta época é a igreja de São Francisco em Salvador, que nada possui de franciscana e tudo que tem é ouro contrabandeado por baianos do século XVIII).

## Capitania de São Paulo e Minas de Ouro
Foi criada a Capitania de São Paulo e Minas de Ouro, separando-se da Capitania do Rio de Janeiro. A carta Régia data de novembro de 1709. As novas capitanias de São Paulo e Minas do Ouro seriam somente capitania quando tivesse seus povoados de maior importância, organizados de acordo com as Ordenações do Reino, com câmaras municipais, Justiça, repartições arrecadadoras de tributos régios, Secretaria com livros de Atos, Cartas- Régias, Cartas-Patentes e Caixas Fiscais. O novo governador, Antônio de Albuquerque Coelho de Carvalho, recebeu ordem de velar pela fundação de povoações e tratar Paulistas e Reinóis com a mesma equidade, «uns e outros tendo a mesma condição de vassalos».

1709 As sete províncias originais

- 1709
As sete províncias originais

## Capitania de Minas Gerais
Em 1720, a Capitania de São Paulo e Minas do Ouro foi dividida em Capitania de São Paulo e Capitania de Minas Gerais (praticamente o território atual, exceto o Triângulo Mineiro, que permaneceu paulista e passou para Goiás antes de se tornar parte de Minas Gerais em 1816). Na primeira metade do século XVIII, a região tornou-se o centro econômico da colônia, com rápido povoamento, com destaque para as chamadas Vilas do Ouro - Ouro Preto, Mariana, Serro, Caeté, São João del-Rei, Pitangui, Sabará e São José do Rio das Mortes.

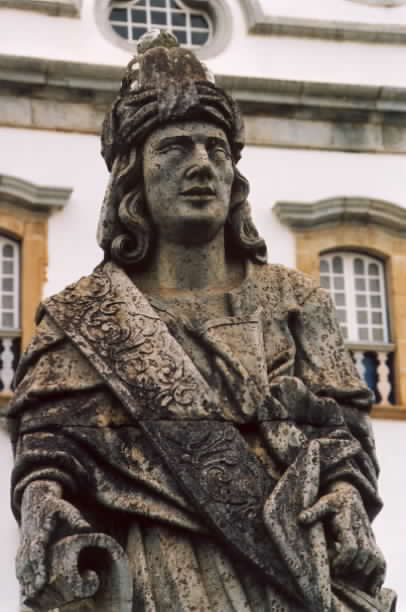
Escultura de Baruque em pedra-sabão do Mestre Aleijadinho em Congonhas, Minas Gerais.

## Inconfidência Mineira
No entanto, a produção aurífera começou a cair por volta de 1750, o que levou Portugal a buscar meios para aumentar a arrecadação de impostos, provocando articulações e conversas acerca da possibilidade de se realizar um levante que, apesar de nunca ter se efetivado, entrou para a história como a Inconfidência Mineira, em 1789.

## O Mito da Decadência Mineira
Encerrada essa fase, a política de isolamento, antes imposta à região mineradora como forma de exercer maior controle sobre a produção de pedras e metais preciosos, ainda inibia o desenvolvimento de qualquer outra atividade econômica de exportação, forçando a população a se dedicar a atividades agrícolas de subsistência. Por decênios, apesar dos avanços alcançados na produção de açúcar, algodão e fumo para o mercado interno, Minas Gerais continuou restrito às grandes fazendas, autárquicas e independentes.
A decadência do ouro levou ao esvaziamento das vilas mineradoras, com o deslocamento das famílias e seus escravos para outras regiões, o que expandiu as fronteiras da capitania, antes restritas à região das minas.
A estagnação econômica da província, bem como de toda a colônia, continuava e somente foi rompida com o surgimento de uma nova e dinâmica atividade exportadora, o café.

## Ocupação e Definição das Fronteiras
No fim do século XVIII, começou a ocupação das atuais regiões da Zona da Mata, Norte de Minas e Triângulo Mineiro e Alto Paranaíba. A expansão dos limites de Minas Gerais continuou ao longo do século XIX. Em 1800, definiu-se a divisa com o Espírito Santo, a qual foi estendida até a Serra dos Aimorés. Em 1816, as atuais regiões do Triângulo e Alto Paranaíba foram incorporadas a Minas Gerais transferidas da Capitania de Goiás. Em 1824 o atual Noroeste de Minas deixou de pertencer a Pernambuco e foi incorporado a Minas. Já a divisa com o Rio de Janeiro, estabelecida sem muita precisão desde 1709, foi fixada em 1843 e, em 1857, o Vale do Jequitinhonha foi definitivamente transferido da Bahia para Minas Gerais.

## Cafeicultura
A decadência da produção aurífera nas últimas décadas do século XVIII desencadeou um movimento migratório das vilas do ouro para outras áreas da Capitania das Minas Gerais. Nos primeiros anos do século XIX, as lavouras de café da Capitania do Rio de Janeiro atingiram Minas Gerais pelos vales dos afluentes do Rio Paraíba do Sul. Localizaram-se, inicialmente, na Zona da Mata, nas fazendas dos seus desbravadores, cujas famílias eram oriundas das regiões de Vila Rica, do Serro e do Sul de Minas.
Rapidamente a cafeicultura se difundiu, transformando-se na principal atividade da Província de Minas Gerais durante o Brasil Império e agente indutor do povoamento e do desenvolvimento da infra-estrutura de transportes e de energia. A prosperidade trazida pelo café ensejou um primeiro surto de industrialização, reforçado, mais tarde, pela política protecionista implementada pelo Governo Federal após a Proclamação da República Brasileira. Juiz de Fora despontava como a principal cidade mineira à época, estimulada pela imigração de alemães e italianos para trabalhar nas fazendas e nas fábricas. Construíram-se as primeiras usinas hidroelétricas, ferrovias e rodovias de Minas Gerais - com destaque para as pioneiras no Brasil Estrada União e Indústria e Usina de Marmelos - e foram fundadas suas primeiras instituições bancárias.

## Industrialização

### Primórdios
As indústrias daí originárias eram de pequeno e médio portes, concentradas, principalmente, nos ramos de produtos alimentícios (laticínios e açúcar), têxteis e siderúrgicos. No setor agrícola, em menor escala, outras culturas se desenvolveram, como o algodão, a cana-de-açúcar e cereais.

### Modernização
O predomínio da cafeicultura só vai se alterar, gradualmente, no período de 1930 a 1950, com a afirmação da natural tendência do Estado para a produção siderúrgica e com o crescente aproveitamento dos recursos minerais. Ainda na década de 1950, no processo de substituição de importações, a indústria ampliou consideravelmente sua participação na economia brasileira. Um fator que contribuiu para essa nova realidade foi o empenho governamental na expansão da infra-estrutura - sobretudo na área de energia e transportes - cujos resultados se traduziram na criação, em 1952, da Companhia Energética de Minas Gerais e no crescimento da malha rodoviária estadual, com destaque para a inauguração da Rodovia Fernão Dias (BR-381), que liga Belo Horizonte a São Paulo, no fim da década. 

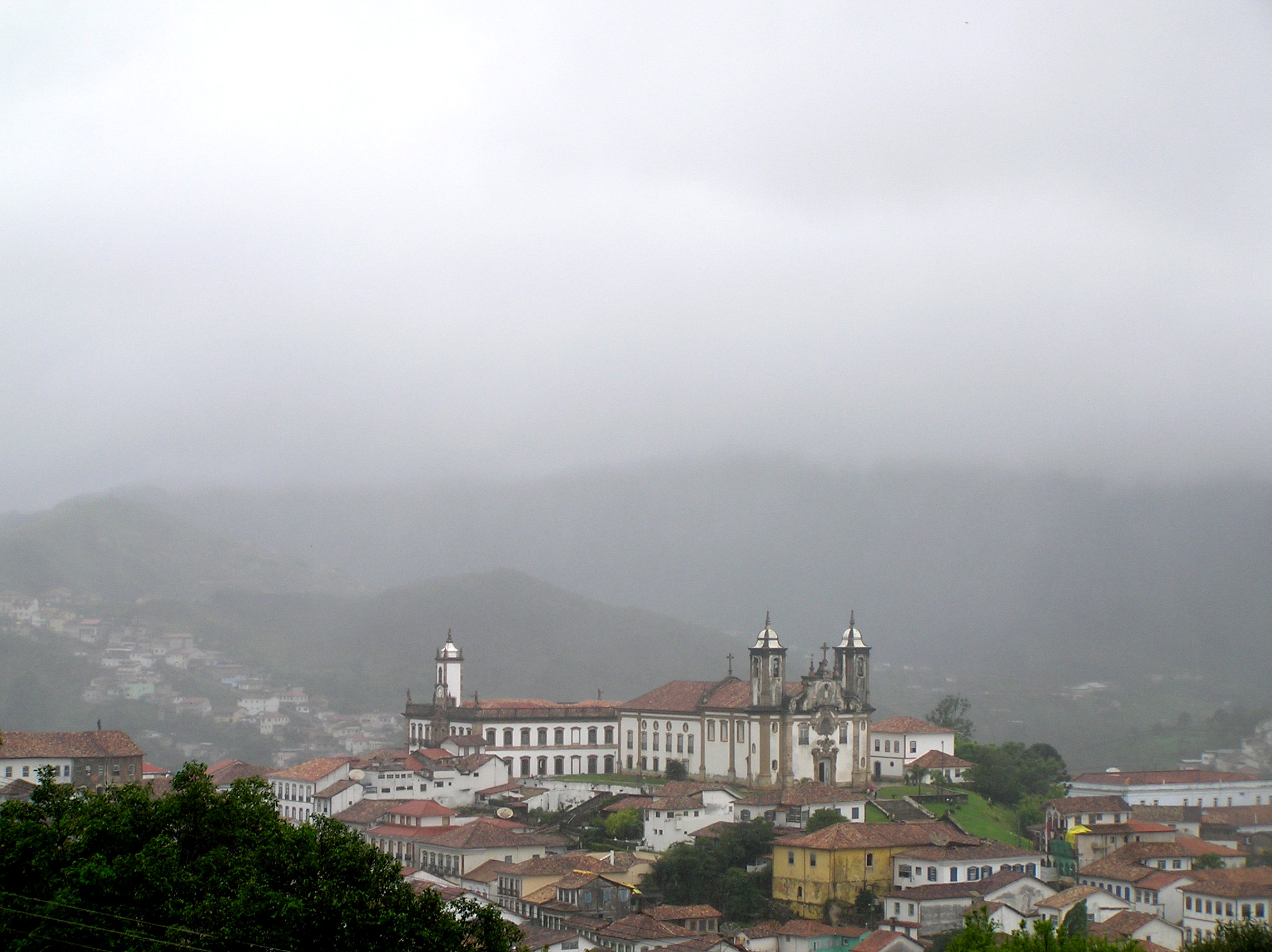
Vista da cidade histórica de Ouro Preto

Na década de 1960, a ação do governo cumpriu papel decisivo no processo de industrialização, ao estabelecer o aparato institucional requerido para desencadear e sustentar o esforço de modernização da estrutura fabril mineira.
A eficiente e ágil ofensiva de atração de investimentos, iniciada no final da década de 1960, encontrou grande ressonância junto a investidores nacionais e estrangeiros. Já no início da década de 1970, o estado experimentou uma grande arrancada industrial, com a implantação de inúmeros projetos de largo alcance sócio-econômico. O parque industrial mineiro destacou-se nos setores metal-mecânico, elétrico e de material de transportes.
Entre 1975 e 1996, o produto interno bruto mineiro cresceu 93 por cento em termos reais. Em igual período, o país registrou um crescimento de 65 por cento. Esse relevante desempenho verificou-se, sobretudo, no setor de transformação e nos serviços industriais de utilidade pública. Na indústria extrativa mineral, a supremacia mineira durou até 1980, quando o país passou a explorar, entre outras, as jazidas do Complexo Carajás. Entretanto, em 1995, o estado ainda respondia por 26 por cento do valor da produção mineral brasileira do setor de metálicos.